# Adam Elliot
Adam Benjamin Elliot (ur. 2 stycznia 1972) – australijski twórca filmów animowanych, reżyser i scenarzysta. Zdobywca Oscara.
Dorastał na farmie, następnie jego rodzina zamieszkała w Melbourne. Uczył się fotografii, rysunku, rzeźby. W 1996 ukończył Victorian College of the Arts na wydziale filmu i telewizji. W ramach nauki zrealizował swój pierwszy animowany film krótkometrażowy. Uncle został zrealizowany techniką animacji poklatkowej, tak jak inne jego filmy. W 1998 powstaje Cousin, a w 1999 Brother. Zrealizowany w 2003 Harvie Krumpet w następnym roku został uhonorowany Oscarem.
W 2009 Elliot przygotował swój pierwszy pełnometrażowy film animowany. Mary i Max opowiada o wieloletniej listownej przyjaźni Mary Dinkle (mieszkającej w Melbourne) i nowojorczyka Maxa Horowitza. W 1976, w roku wysłania pierwszego listu, Mary liczy sobie 8 lat, a Max ma 44. Korespondencję będą wymieniać ze sobą, choć z przerwami, przez dwie dekady. W wersji oryginalnej głosy podkładali m.in. Toni Collette (dorosła Mary), Philip Seymour Hoffman (Max) i Eric Bana.

## Reżyseria
- Wujek (film) (1996)
- Kuzyn (film) (1998)
- Brat (1999)
- Harvie Krumpet (2003)
- Mary i Max (Mary and Max, 2009)
- Ernie Biscuit (2015)
- Pamiętnik ślimaka (Memoir of a Snail, 2024)

## Nagrody

### AACTA
- 2015: AFI / AACTA (od 2012 roku) - Najlepszy krótkometrażowy film animowany za Ernie Biscuit (2015)[1]
- 2003: AFI / AACTA (od 2012 roku) - Najlepszy krótkometrażowy film animowany za Harvie Krumpet (2003)[1]
- 2000:
  - AFI / AACTA (od 2012 roku) - Najlepszy krótkometrażowy film animowany za Brat (2000)[1]
  - AFI / AACTA (od 2012 roku) - Najlepszy scenariusz filmu krótkometrażowego za Brat (2000)[1]
- 1999: AFI / AACTA (od 2012 roku) - Najlepszy krótkometrażowy film animowany za Kuzyn (1999)[1]
- 1997: AFI / AACTA (od 2012 roku) - Najlepszy krótkometrażowy film animowany za Wujek (1996)[1]

### Dwa Brzegi
- 2009: Nagroda Publiczności — Drugie miejsce za Mary i Max (2009)[1]

### Berlinale
- 2009: Kryształowy Niedźwiedź — Najlepszy film Generacji 14plus - wyróżnienie specjalne za Mary i Max (2009)[1]

### Sundance
- 2004: Wyróżnienie Specjalne — Dla filmu krótkometrażowego za Harvie Krumpet (2003)[1]

### Oscary
- 2004: Oscar — Najlepszy krótkometrażowy film animowany za Harvie Krumpet (2003)[1]